# Polyzonus fasciatus
Polyzonus fasciatus es una especie de escarabajo longicornio del género Polyzonus, subfamilia Cerambycinae, tribu Callichromatini. Fue descrita científicamente por Fabricius en 1781.
El período de vuelo ocurre en los meses de junio, julio, agosto y septiembre.

## Descripción
Mide 10-22 milímetros de longitud.

## Distribución
Se distribuye por China, Laos, Mongolia, Corea, Rusia y Vietnam.